# Апоел Холон (баскетбол)
„Апоел“ Холон“ (на иврит: הפועל חולון) – е израелски баскетболен отбор от град Холон, основан през 1947 г. участващ в Ligat HaAl, висшата дивизия на израелския баскетбол. „Апоел“ (Холон) спечели първата си титла през 2008 година, побеждавайки на финала многогодишния шампион „Макаби“ (Тел Авив)
Съперник на ботевградския „Балкан“ в 1/8 финала за ФИБА Къп 2018/19.

## Зала
Играе своите мачове в зала Холон Сити Арена в Холон с капацитет 5500 места.

## Успехи
- Ligat HaAl:
  -  Шампион (1):– 2007/08
    -  Сребърен медал (3): 1954, 1955, 2018

- Купа на Израел:
  -  Носител (2): – 2009, 2018

- Купа на лигата:
  -  Носител (1): – 2011